# Hello! Project 2011 WINTER 〜歓迎新鮮まつり〜 Aがなライブ
『Hello! Project 2011 WINTER 〜歓迎新鮮まつり〜 Aがなライブ』は、2011年1月に開催されたハロー!プロジェクトに所属しているアーティストによる合同コンサートツアー。

## 概要
- 前年から行っていたモーニング娘。9期生オーディションの結果が初日に発表された。9日の昼公演では高橋愛の卒業が発表された。
- 中盤にチャンプルユニットが登場する。
- 映像ソフトはDVDとBlu-rayで発売。Blu-ray版は『Bっくりライブ』と併せて2枚組完全版として発売された。

## 出演者
- モーニング娘。、Berryz工房、℃-ute、真野恵里菜、スマイレージ、ハロプロエッグ選抜、吉川友（オープニングアクト）
  - プッチモニＶ、ZYX-α、あぁ!、新ミニモニ。、タンポポ#、続・美勇伝、High-King
- MC まこと、吉澤ひとみ

## 日程
1月2日・7日は夜公演のみ、3日・4日・9日は1日2公演。名古屋公演・神戸公演は昼公演はBっくりライブ、夜公演はAがなライブを行った。
- 1月2日 - 4日・7日・9日：中野サンプラザ
- 1月15日・16日：中京大学文化市民会館オーロラホール
- 1月22日・23日：神戸国際会館こくさいホール

## DVD・Blu-ray
『Hello! Project 2011 WINTER 〜歓迎新鮮まつり〜 Aがなライブ』（2011年4月27日、DVD）、（2011年5月18日、Blu-ray完全版/Disc1）
2011年1月9日に中野サンプラザにて行われたコンサート夜公演の模様を収録。
1. OPENING
2. 3、2、1 BREAKIN’OUT!
3. MC 1
4. VTR 映像（メンバー紹介）
5. ショートカット（スマイレージ）
6. 青春のセレナーデ（真野恵里菜）
7. Kiss me 愛してる（℃-ute）
8. ヒロインになろうか!（Berryz工房）
9. 女と男のララバイゲーム（モーニング娘。）
10. MC 2
11. WOW WOW WOW（プッチモニＶ）
12. デコボコセブンティーン（タンポポ#）
13. MC 3
14. ガタメキラ（新ミニモニ。)
15. シャイニング 愛しき貴方（あぁ!）
16. 恋愛戦隊シツレンジャー（続・美勇伝）
17. MC 4 〜三百六十五歩のマーチ
18. 丸い太陽 -winter ver.-（ZYX-α）
19. DESTINY LOVE（High-King）
20. スクランブル（High-King）
21. MC 5
22. Ambitious Girls（真野恵里菜）
23. 夢見る 15歳（スマイレージ）
24. MC 6
25. 超WONDERFUL!（℃-ute）
26. HAPPY!Stand Up（Berryz工房+℃-ute）
27. Danceでバコーン!～雄叫びボーイ WAO! メドレー（Berryz工房・℃-ute・真野恵里菜・スマイレージ）
28. HOW DO YOU LIKE JAPAN?～日本はどんな感じでっか?～（モーニング娘。+Berryz工房・℃-ute・真野恵里菜・スマイレージ）
29. グルグルJUMP
30. MC 7
31. 友(とも)
32. 青空がいつまでも続くような未来であれ!

特典映像：昼公演 日替わり曲
- BD版のみ収録
11. 浮気なハニーパイ（プッチモニＶ）
12. GET UP!ラッパー（ZYX-α）
14. DON'T STOP 恋愛中（あぁ!）
15. CRAZY ABOUT YOU（新ミニモニ。）
16. 絶対解ける問題 X=♥（タンポポ#）
18. 愛～スイートルーム～（続・美勇伝）
19. SHALL WE LOVE?（High-King）
20. 記憶の迷路（High-King）
- DVD版・BD版ともに収録
25. マジカルフューチャー!（Berryz工房）
26. 青春ソング（℃-ute＋Berryz工房）